# Praznovjerje
Praznovjerje, kvazireligijsko je vjerovanje u djelovanje magijskih sila, odnosno vjerovanje u nenaravnu ili nadnaravnu uzročnost događaja bez postojanja stvarna dokaza uzročno-posljedična slijeda. Osnova praznovjerja nepoznavanje je prirode stvari i neprikladno objašnjavanje određenih pojmova i situacija temeljem vjerovanja o njihovoj međusobnoj povezanosti ili međudjelovanju, odnosno da su pod utjecajem neke paranormalnosti. Takvim vjerovanjima i praksama pripada astrologija, vještičarstvo i znamenja. 
Svaki narod ili etnička zajednica u svojemu folkloru imaju određene vrste praznovjerja, ali neka su preoblikovana u obilježja suvremene pop kulture (urbane legende, NLO-i, petak 13.).

## Praznovjerne radnje i događaji
- Križanje s lijevom rukom ne vodi molitvu do boga.
- Crna mačka donosi nesreću ako prepriječi put, jer označava demona koji nastoji čovjeka skrenuti s puta prema Bogu.
- Tko vidi dimnjačara, treba zavrnuti dugme na kaputu u krug za sreću.
- Mladenka treba na sebi imati nešto staro i nešto novo.
- Neudana djevojka koja prva uhvati buket cvijeća koji baca mlada, okrenuta leđima, prva će se udati od prisutnih.
- Ujutro, prilikom ustajanja iz kreveta, treba prvo stati na desnu nogu, inače će toga dana sve ići loše (ustati na lijevu nogu).
- Ako se izjavi nešto dobro, što donosi sreću, potrebno je odmah triput kucnuti o drvo, inače će zlodusi sve pokvariti.
- Razbijeno zrcalo donosi osobi koja ga je razbila sedam godina nesreće.
- Ako osobu zasvrbi lijevi dlan, dobit će novac, a ako je zasvrbi desni, imat će trošak.
- Otvaranje kišobrana u kući donosi nesreću.
- Konjska potkova iznad ulaznih vrata kuće, čuva kuću od zla, a zakačena iznad kreveta od noćnih mora.